# Anilicopsis
Anilicopsis is een geslacht van kevers uit de familie  
kniptorren (Elateridae).
Het geslacht is voor het eerst wetenschappelijk beschreven in 1907 door Schwarz.

## Soorten
Het geslacht omvat de volgende soort:
- Anilicopsis dubius (Schwarz, 1903)